# Chathamisis bayeri
Chathamisis bayeri är en korallart som beskrevs av Grant 1976. Chathamisis bayeri ingår i släktet Chathamisis och familjen Isididae. Inga underarter finns listade i Catalogue of Life.